# Pseudis platensis
Pseudis platensis é uma espécie de anfíbio da família Hylidae. Pode ser encontrada na Argentina, Paraguai, Bolívia e Brasil.

## Descrição
Possui o dorso verde escuro, com grande variação de tonalidade, possuindo uma faixa longitudinal escura entre os olhos e o focinho, possuindo também na parte anterior e posterior das coxas. A região gular dos machos é rugosa e mais pigmentada. Possui membrana interdigital bem desenvolvida entre os artelhos. Seu ventre é branco com manchas escuras. Os machos possuem 6,7 centímetros e as fêmeas 7. A espécie difere da Pseudis limellum por ser maior e pela presença da listra negra entre os olhos e o focinho.

## Ecologia
São semiaquáticos e noturnos. São encontrados em grande número em lagoa de áreas abertas. Os machos vocalizam em vegetações flutuantes durante a noite, mas podem fazer o mesmo durante o dia após fortes chuvas.
Seu amplexo é axilar e a reprodução é prolongada, ocorrendo durante a estação chuvosa. Os ovos são verdes e são depositados em vegetações submersas em pequenos aglomerados. Os girinos são verde-pálidos, com listras transversais negras na cauda, são onívoros e nectônicos. São considerados os maiores do mundo, com 20 centímetros de comprimento, sendo maiores que os pais. Sua fórmula da fileira de dentes labiais (FFDL) é 2/3(1).
Sua dieta consiste em insectos aquáticos e pequenos anfíbios.